# Елджинерпетон
Елджинерпетон (Elginerpeton pancheni) — хижа амфібія пізнього девону. Виявлена в Шотландії. Описана в 1995 р. Перехідна форма між рибами і плазунами, вважається найдавнішим чотириногим хребетним.

## Опис
Елджинерпетон досягав у довжину 1,5 метра (5 футів). Ноги короткі, хвіст довгий, череп витягнутий.
Харчувався рибою і безхребетними.